# Hát lượn
Hát lượn là một làn điệu dân ca của người Tày. Nó có hai nghĩa rộng hẹp:
- Rộng, lượn chỉ toàn bộ kho tàng dân ca người Tày, bao gồm cả then (lượn then), hát đám cưới (lượn quan làng), phuốc pác (lượn phuốc pác) và phong slư (lượn phong slư).
- Hẹp, lượn chỉ là những điệu hát giao duyên chỉ riêng của người Tày. Phổ biến hơn cả là cách gọi tên lượn theo nghĩa hẹp, tức là bộ phận hát giao duyên đối đáp của người Tày.

Hát lượn của người Tày ba loại: "lượn cọi", "lượn slương" và "lượn Nàng hai". Nếu như "lượn cọi" và "lượn Nàng hai" có địa bàn chính ở phía Tây Việt Bắc thì "lượn slương" lưu hành ở địa bàn tỉnh Lạng Sơn là chính. Theo những tài liệu sưu tầm được, sơ bộ có thể chia "lượn sương" thành 3 phần: "Lượn đi đường", "lượn sử" và "lượn chúc mừng". Trong đó phần "lượn chúc mừng" không phải là hát giao duyên, chỉ là lời cảm tạ của người lượn đối với gia chủ nên nó có tính chất gắn kết khá lỏng lẻo với cuộc lượn. Phần lượn sử với một thời gian khá lớn dành cho việc lượn về các truyện cổ dân gian của người Tày và các tích truyện có nguồn gốc từ Trung Quốc thể hiện chiều sâu của cuộc "lượn sương" khi tình cảm của người hát đã hết sức sâu nặng.